# Ayenia mirandae
Ayenia mirandae är en malvaväxtart som beskrevs av Cristobal. Ayenia mirandae ingår i släktet Ayenia och familjen malvaväxter. Inga underarter finns listade i Catalogue of Life.